# Język ambae wschodni
Język ambae wschodni, także ambae północno-wschodni – język austronezyjski z grupy języków oceanicznych, używany przez część mieszkańców wyspy Ambae (Aoba), należącej do państwa Vanuatu. Według danych z 2001 r. posługuje się nim 5 tys. osób.
Jest silnie zróżnicowany wewnętrznie. Istnieje 11 odmian dialektalnych: lolokaro, sagau, lolovoli,
longana, lolovinue, lolopuepue, abangga, lombaha, walurigi, nangire, vuinikalato. Nazwy te pochodzą od nazw dystryktów lub wsi.
Jest zapisywany alfabetem łacińskim.